# Incubation (rite)
Pour les articles homonymes, voir Incubation.
L'incubation est un rite répandu dans de nombreuses cultures anciennes ou contemporaines, traditionnelles ou non. Sa forme la plus connue a été pratiquée sous sa forme divinatoire dans les religions antiques, ainsi que dans le christianisme des premiers siècles ; elle consistait  à coucher (latin incubare) dans ou à proximité d'un sanctuaire pour obtenir, en rêve ou par une vision, la réponse d'un dieu guérisseur ou, dans le christianisme, de saints.
Parfois, au lieu d'un temple, il peut s'agir d'un lieu sacré : source, grotte, rocher, arbre, puits… Mais ce peut aussi être, tant dans les formes d'incubation anciennes que contemporaines, une tombe isolée dans un cimetière, une église, ou encore un château. Même si sa forme institutionnalisée est la plus connue, car publique, le rite d'incubation peut être d'ordre strictement privé et mettre en jeu les ancêtres ou mânes personnels ou claniques de l'officiant.

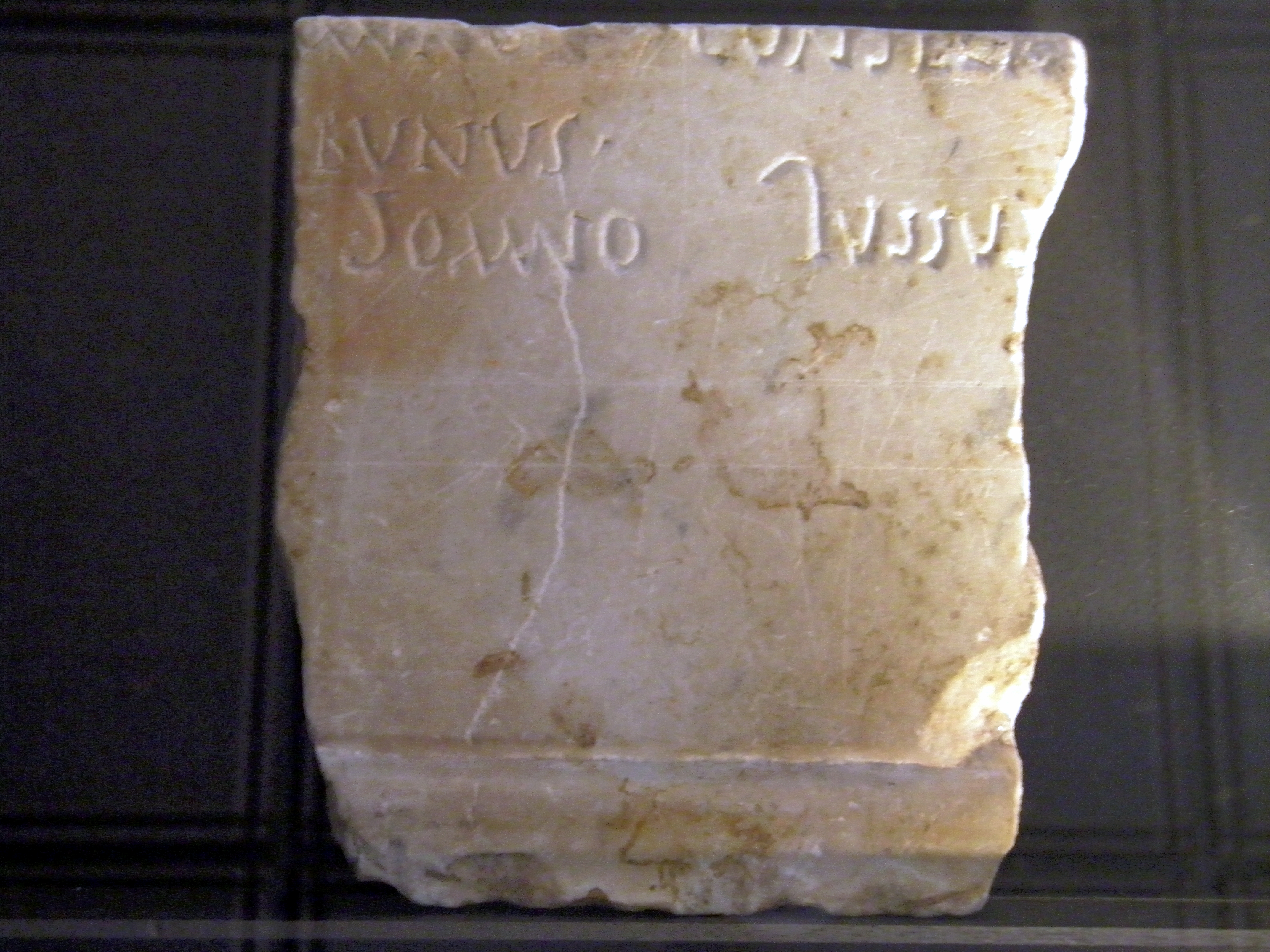
Une inscription, somno jussus (« ordre de dormir ») attestant du rite d'incubation au site archéologique de Grand.

## Étymologie
Le terme vient du latin incubare « être étendu, couché ». Le grec utilise le mot (ἐγκοίμησις / enkoimesis) « « action de coucher dans ou sur, particulièrement de coucher dans un temple »; le même dictionnaire précise ainsi le sens du verbe ἐγκοίμάομαι / enkoimáomai, lié au mot précédent : « coucher dans un temple pour y attendre l'oracle du dieu pendant le sommeil », précision que l'on retrouve en latin, puisque Gaffiot relève, lui aussi dans la notice mentionnée : « être couché dans un temple sur la peau des victimes pour attendre les songes de la divinité et en tirer une interprétation ». 
La périphrase utilisée par les deux auteurs pour rendre le sens particulier des deux verbes grec et latin est nécessaire pour nous expliciter un sens qui apparaissait clair à un locuteur de l'Antiquité gréco-latine.

## Description
L'incubation était couramment pratiquée dans les temples de la Grèce et de la Rome antiques — le plus connu étant celui d'Épidaure — ainsi que dans nombre de sanctuaires chrétiens. À l'époque romaine, on comptait environ 400 temples dans lesquels l'on pratiquait ce rite[réf. nécessaire] autour du bassin méditerranéen, dont celui d'Esculape[Où ?], l'équivalent romain d'Asclépios.
Si l'on prend le Japon, on y trouve trois temples réputés pour les rêves d'incubation que l'on y fait : Ishiyama-dera, près du lac Biwa, Hase-dera, au sud de Nara, et Kiyomizu-dera, à Kyōto. Le maître guérisseur qui apparaît dans les rêves d'incubation est Yakushi Nyorai. D'autre part, dans l'islam, on pratique aussi une prière de divination ou de consultation, du′â' al-'istikhâra (« prière de consultation ») qui vise à obtenir une réponse à un problème donné ou faire un bon choix,.
En fait, on rencontre l'incubation partout dans le monde[réf. nécessaire], pratiquée sous des formes diverses selon les cultures locales, villageoises ou urbaines : Amérique centrale, Amérique andine, Afrique du nord, Australie, Bornéo, Chine, Inde, Iran, etc.
Souvent utilisée pour venir à bout de la stérilité, elle peut être aussi une méthode pour guérir d'autres maladies, comme la paralysie, la cécité, la claudication, et elle a également été  un moyen de prédire l'avenir. L'étude des inscriptions gravées sur des stèles dans des temples a permis de montrer l'évolution des pratiques de l'incubation. Aux premières cures miraculeuses survenant pendant le rêve s'ajouta l'indication de remèdes, puis des prescriptions qui produisaient une guérison ultérieure,[source insuffisante].
Tant dans la Grèce antique que dans le christianisme primitif, l'incubation est souvent liée à des bains curatifs dans les thermes ou les piscines aménagés près des sanctuaires. On en a des exemples à Épidaure, Corinthe ou Pergame, ainsi qu'au Cosmidion de Constantinople et dans différents sanctuaires consacrés à saint Michel et bâtis près de sources,.

## Antiquité gréco-romaine

### Grèce antique
L'incubation se pratiquait initialement dans les grottes d'Amphiaraos et de Trophonios. Puis, à partir du Ve siècle av. J.-C., elle passa sous l'égide du dieu Asclépios dans le sanctuaire d'Epidaure (Argolide), dans lequel on a retrouvé quarante-trois tablettes en argile rédigées par les pèlerins qui y relatent leur guérison.

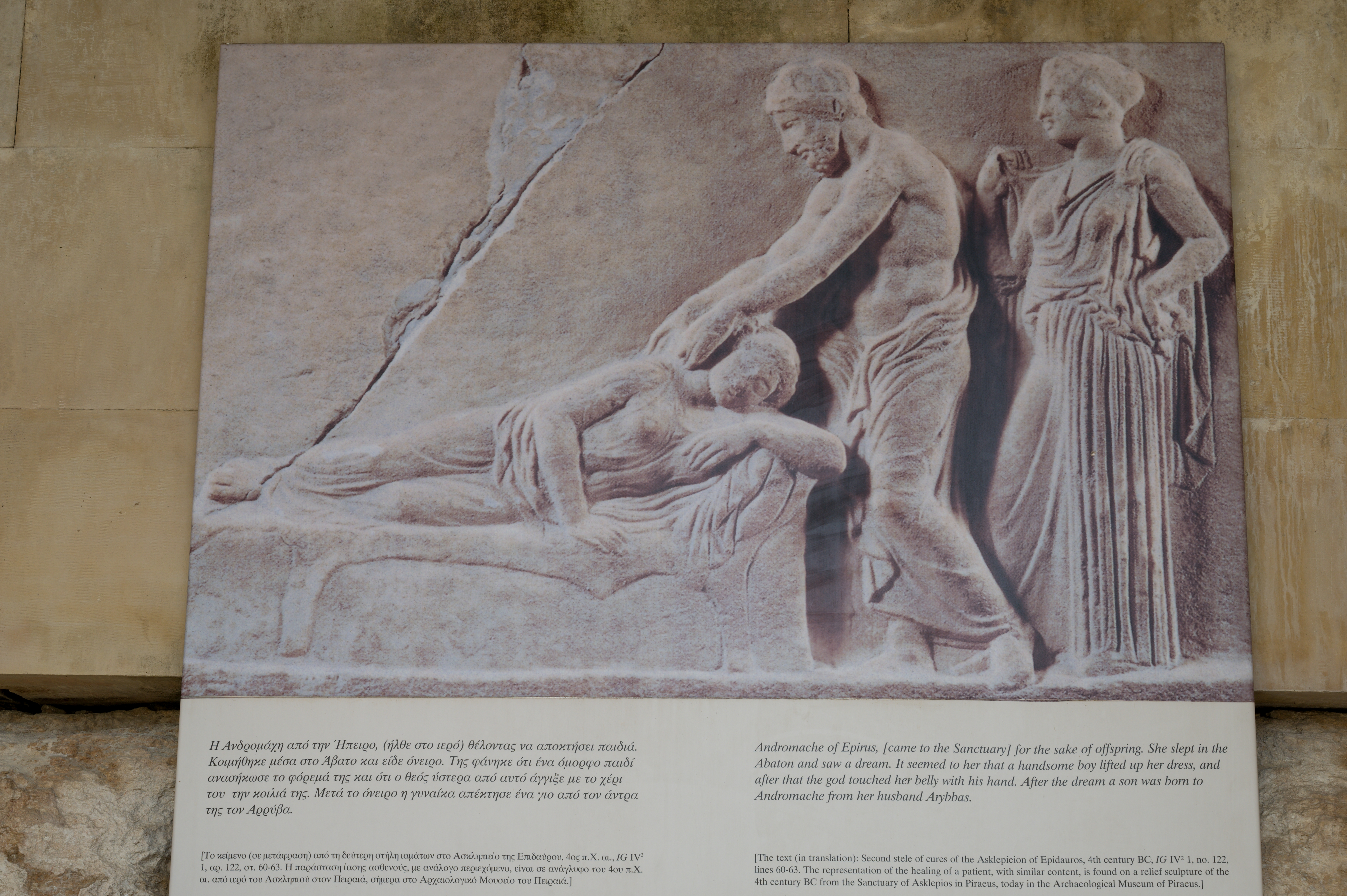
Stèle ex-voto, Abaton d'Épidaure, Le texte qui l'accompagnait dit: « Andromaque d’Épire [est venue au Sanctuaire] dans l’espoir d’avoir un enfant. Elle a dormi dans l’abaton, où elle a fait un rêve. Il lui semblait qu’un beau jeune homme soulevait son vêtement, après quoi le dieu toucha son ventre de sa main. Après son rêve, Andromaque a eu un fils de son mari Arybbbas. »

Dans l'incubation thérapeutique, les malades se rendaient dans un temple dédié au dieu de la médecine (Iatromante), qui comportait souvent un espace destiné à cette pratique, l'abaton, par exemple l'abaton d'Épidaure. Là, ils se couchaient et dormaient dans cet espace, sur une peau d'animal. Auparavant, les prêtres leur avaient recommandé d'être particulièrement attentifs à l'aspect qu'aurait le visage du dieu si celui-ci leur apparaissait en rêve. Le dieu pouvait en effet apparaitre barbu, ou jeune homme imberbe, accompagné ou non d'une de ses filles Hygieía, Panákeia ou Iaso, ou encore sous la forme d'un chien ou d'un serpent. Lorsque le dieu touchait la partie malade, on guérissait. Mais si le dieu ne visitait pas le malade, il devenait donc incurable. La coïncidence entre le rêve du malade et celui du prêtre était le sumptôma. Le dieu pouvait se manifester onar (c'est-à-dire dans le rêve), ou upar (dans une vision à l'état de veille).
La guérison de la stérilité était l'une des principales[réf. nécessaire] attentes de qui pratiquait l'incubation. Parmi les exemples les plus connus, on trouve Andromaque d'Épire qui se rendit à Épidaure et qui raconte que « le dieu souleva sa robe et toucha son abdomen, ce qui eut pour conséquence la naissance d'un fils »; mais également Andromède de Chios qui « fut visitée par le dieu sous la forme d'un serpent qui reposa sur elle : elle porta cinq fils ». Patricia Garfield souligne que l'incubation avait pour but principal la guérison de la stérilité. Cela était possible par l'union sexuelle, pendant le sommeil, entre le pèlerin et le dieu ou la déesse, et cette union se produisait réellement dans le cas de la prostitution sacrée.

### Rome antique
Dans la Rome antique, on trouve déjà chez Plaute une allusion à l'incubation, dans la pièce Curculio, jouée vers 190 av. J.-C.  Phédrome dit de celle qu'il aime : « dès qu'elle trouve l'occasion de s'esquiver pour me voir, elle me donne un baiser vite, et s'enfuit. Cela nous est possible parce que l'entremetteur malade couche ici dans le temple d'Esculape »,.
Au chant VII, v. 80 et ss. de l'Énéide (vers 20 av. J.-C.) Virgile mentionne aussi cette pratique. Il évoque Faunus, « dieu prophétique », ajoutant que « les peuples italiens (...), dans leurs incertitudes, viennent chercher ici [auprès de Faunus] des réponses. Ici, quand le prêtre a apporté des offrandes, quand, dans le silence de la nuit, il s'est couché sur les peaux étendues des brebis immolées et qu'il a cherché le sommeil, il voit voltiger maintes apparitions aux étranges manières, entend toutes sortes de voix, jouit d'un entretien avec les dieux et, par l'abîme de l'Averne, s'adresse à l'Achéron. »

## Christianisme primitif
Comme c'était le cas dans la Grèce antique, dans le christianisme des premiers siècles en Orient (Palestine, Égypte, Syrie, Asie mineure, Macédoine, Dacie), on pratique volontiers l'incubation, le plus souvent dans un but curatif, même si ce n'est pas là la seule raison. On vient donc dans le sanctuaire pour y coucher, et l'on attend ainsi de recevoir en rêve une réponse venue d'en haut. Certains sanctuaires deviendront connus pour les guérisons qui s'y produisent. Si  les plus célèbres sont, entre autres, à Constantinople, on trouve quantité de ces sanctuaires, des plus petits aux plus grands, ce qui montre que la pratique était bien répandue, même si aucun exemple antérieur au ve siècle ne nous est connu. Peut-être faut-il voir dans cette absence l'indice du temps nécessaire pour que cette pratique païenne soit acceptée,.

### Organisation
Le fidèle venait au sanctuaire, soit par lui-même, soit transporté par des gens. Il y trouvait en général des endroits réservés à cette pratique, en tout cas dans les lieux connus pour la pratique de l'incubation. Le séjour pouvait être relativement long — quelques mois, voire quelques années — si bien que l'on aménageait des loges avec des tentures qui permettaient de s'isoler. Dans d'autres cas, on venait à date fixe, par exemple tel marchand de Constantinople qui couchait tous les vendredis soir au monastère du Cosmidion. Les malades pouvaient être des personnes incurables ou n'ayant pas les moyens de payer un médecin, ou encore des gens préférant s'en remettre directement à Dieu et à ses saints. Ils dorment souvent dans l'église, aussi près que possible du tombeau du saint qui y est enterré ou du reliquaire qui contient ses reliques.

### «Visite et traitements médicaux»
En principe, le solliciteur reçoit en rêve la visite du ou des saints titulaires du sanctuaire qu'il a choisi, mais il peut aussi s'agir d'autres saints. Dans les cas de problème de santé, les pèlerins racontent souvent que ceux-ci procèdent à une véritable visite médicale (ils questionnent le malade, l'auscultent…)  et sont d'ailleurs habillés en médecins portant des instruments médicaux. En général, ils prescrivent des remèdes qu'il faudra prendre au réveil, remèdes le plus souvent très simples: huile de la lampe, kéroté (ou cérat, mélange de cire et d'huile sainte), eau provenant du sanctuaire, mais aussi souvent guère différents de ceux utilisés par la médecine de l'époque. Et puis, il se peut que ces remèdes soient tout simplement grotesques: un lépreux doit passer des excréments de chameau sur son corps, un autre recevoir un violent coup de bâton… Peut-être s'agissait-il là d'éprouver la foi du pèlerin, que seule pourra guéri une complète obéissance au saint.

### Spécialisation
Ces éléments donnent le cadre du scénario d'incubation le plus fréquent, mais il peut connaître des modifications : apparition du saint hors du sanctuaire, apparition durant la veille et non pas le sommeil, etc. Il faut aussi préciser que l'incubation ne vise pas toujours à la guérison. On peut désirer retrouver des objets perdus, s'assurer le succès d'une affaire ou la fidélité du conjoint. D'ailleurs, on assiste à une spécialisation progressive  des saints, et on peut visiter tel ou tel sanctuaire en fonction de la spécialité qui est « pratiquée ».
Parmi les sanctuaires qui étaient très connus pour et les guérisons qu'on y obtenait par l'intermédiaire de l'incubation, mentionnons, à Constantinople, le Cosmidion (l'un des plus célèbres)

## Incubation et psychanalyse
La psychanalyse s'est beaucoup intéressée à l'incubation et à la méthode interprétative antique. Pour Ernest Jones, l'incubatio était l'union pendant le sommeil entre une personne et un dieu ou une déesse, et il vit un rapprochement avec la peur de l'incubus. Le psychiatre Carl Alfred Meier réalisa une étude symbolique de l'incubation dans les rêves modernes.